# Cyperus parishii
Cyperus parishii är en halvgräsart som beskrevs av Nathaniel Lord Britton. Cyperus parishii ingår i släktet papyrusar, och familjen halvgräs. Inga underarter finns listade i Catalogue of Life.